# Laure de Girardin de Montgérald
Marie-Françoise Laure de Girardin de Montgérald (26 avril 1749 en Martinique - 24 octobre 1817 à Paris) est une femme martiniquaise de la Révolution française.

## Biographie
Laure de Girardin de Montgérald naît en 1749.
Elle est la fille d'une lignée de propriétaires sucriers de Martinique. De son mariage avec Alexandre Le Vassor de La Touche de Longpré, Laure de Girardin est cousine de Joséphine de Beauharnais au neuvième degré.
Avec son mari elle a une fille, qui deviendra duchesse de Fitz-James, et un fils, Alexandre, né en 1779, capitaine au régiment de Dillon, qui meurt à la Martinique en 1824.
Devenue veuve le 5 décembre 1779, Mme de Longpré se retire à Paris, puis, en 1783, se rend à la Martinique où elle vit publiquement avec le vicomte de Beauharnais.
Après avoir rencontré une première fois Arthur Dillon aux Antilles, elle l'épouse en deuxièmes noces en Métropole le 7 février 1785.
De cette union naissent trois filles.
Laure de Girardin de Montgerald est Comtesse de la Touche de 1764 jusqu'en 1817.